# Korfantów (gmina)
Korfantów (pocz. gmina Fyrląd) – gmina miejsko-wiejska w województwie opolskim, w powiecie nyskim. 
W latach 1945–1975 gmina należała do powiatu niemodlińskiego. W latach 1975–1998 gmina położona była w województwie opolskim.
Siedziba gminy to Korfantów. 
Według danych z 30 czerwca 2004 gminę zamieszkiwało 9905 osób.

## Struktura powierzchni
Według danych z roku 2002 gmina Korfantów ma obszar 179,78 km², w tym:
- użytki rolne: 69%
- użytki leśne: 23%

Gmina stanowi 14,69% powierzchni powiatu.

## Historia
W 1995 gmina Korfantów przeprowadziła wśród mieszkańców ankietę dotyczącą przynależności administracyjnej w obliczu nadchodzącej reformy. 3401 mieszkańców opowiedziało się za przynależnością do powiatu nyskiego, natomiast 930 – do prudnickiego. Zwolennikiem przynależności do powiatu prudnickiego była północna część gminy, historycznie związana z Prudnikiem, m.in. wsie Przechód, Borek i Rzymkowice. Na sesji Rady Gminy 6 radnych zagłosowało za Prudnikiem, 22 za Nysą.

## Demografia

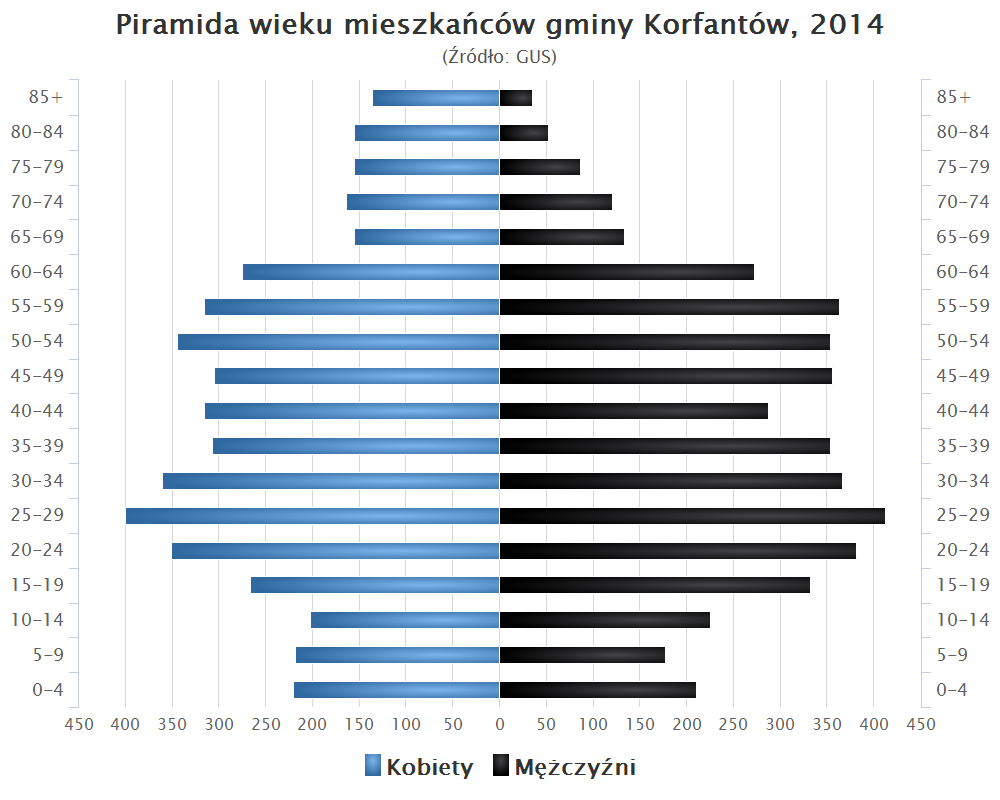
Piramida wieku mieszkańców gminy Korfantów w 2014 roku

Dane z 30 czerwca 2004:
| Opis                              | Ogółem | Ogółem | Kobiety | Kobiety | Mężczyźni | Mężczyźni |
| --------------------------------- | ------ | ------ | ------- | ------- | --------- | --------- |
| jednostka                         | osób   | %      | osób    | %       | osób      | %         |
| populacja                         | 9905   | 100    | 5030    | 50,8    | 4875      | 49,2      |
| gęstość zaludnienia (mieszk./km²) | 55,1   | 55,1   | 28      | 28      | 27,1      | 27,1      |

## Bezpieczeństwo
Gmina położona jest w strefie nadgranicznej w związku z czym Straż Graniczna dysponuje, na tym obszarze, specjalnymi kompetencjami w zakresie bezpieczeństwa. Gminę Korfantów obejmuje zasięgiem służbowym placówka Straży Granicznej w Opolu ze Śląskiego Oddziału SG.

## Sąsiednie gminy
Biała, Łambinowice, Nysa, Prószków, Prudnik, Tułowice